# Cenopalpus taygeticus
Cenopalpus taygeticus är en spindeldjursart som beskrevs av Hatzinikolis, Panou och Papadoulis 1999. Cenopalpus taygeticus ingår i släktet Cenopalpus och familjen Tenuipalpidae. Inga underarter finns listade i Catalogue of Life.